# Jan Heinzl
Jan Heinzl (* 16. července 1979) je český regionální historik, publicista a obecní politik.
Vystudoval Filozofickou fakultu Univerzity Karlovy, kterou v roce 2009 absolvoval rigorózní zkouškou a obhajobou rigorózní práce Perzekuce katolické církve v zemích sovětského bloku v letech 1945–1956: případ politický okres Frýdlant v Čechách. Publikuje v oblasti regionálních dějin. Je spoluautorem publikace Hrabata z Gallasu, Clam-Gallasu a Hejnice: poutní místo a jeho patroni. Svými články přispívá například do časopisu Krkonoše – Jizerské hory.
Od roku 2006 do roku 2010 byl členem zastupitelstva města Hejnice za uskupení pojmenované „Pro občany, rozvoj a Hejnice“. V dalších volbách v letech 2010 a 2014 však již zvolen nebyl. Od roku 2015 stojí v čele spolku pro kulturu a krajinu nazvaném Frýdlantsko. Je též ředitelem Mezinárodního centra duchovní obnovy.